# Mount Trishui
Mount Trishui är ett berg i Antarktis. Det ligger i Östantarktis. Norge gör anspråk på området. Toppen på Mount Trishui är 136 meter över havet.
Terrängen runt Mount Trishui är kuperad åt sydväst, men åt nordost är den platt. Trakten är glest befolkad. Närmaste befolkade plats är Novolazarevskaya Station, 5,4 kilometer öster om Mount Trishui.